# Duché de Ratcha

Le duché de Ratcha se situe au nord de la Géorgie

Le Duché de Ratcha (géorgien : რაჭის საერისთავო, račis saerist'avo) est un fief féodal important et un comté de la Géorgie moderne, localisé dans la province occidentale de Ratcha, dans la haute vallée du Rioni aux pieds des montagnes du Grand Caucase, qui fut gouverné par une succession  d'eristavi (« ducs ») à partir de 1050 avant d'être annexé au domaine royal d'Iméréthie en 1789.

## Histoire
Le duché de Ratcha est fondé vers 1050, quand une lignée issue des Liparides, connue ensuite sous le nom de  Kakhaberidze, en est inféodée par le roi Bagrat IV de Géorgie. Leurs domaines sont ensuite étendus sous le règne de la reine Tamar de Georgie. Les Kakhaberidze sont dépouillés du duché en 1278 à la suite d'une révolte contre David VI, mais ils semblent s'être maintenus dans le Ratcha jusqu'au XVe siècle.
À cette époque le duché de Ratcha semble avoir été restauré en faveur de la famille Charelidze, qui le détient peu de temps avant d'être remplacée par les Chkheidze vers 1488, quand le Prince Ivane Chkheidze (r. 1488-1497) est investi du Ratcha par Alexandre II, d'Iméréthie.
L'effondrement du royaume unifié des Bagratides au XVe siècle et l'institution de souverainetés régionales en Géorgie favorise l'indépendance des féodaux. Progressivement, les nouveaux maîtres de Ratcha - désormais connu sous le nom d'Eristavi de Ratcha - augmentent sensiblement  leurs possessions, confisquant les biens des autres familles nobles et même ceux appartenant à la couronne. Ils sont mêlés aux des guerres féodales incessantes qui  minent la Géorgie à l'époque, en changeant souvent d'obédience alors qu'ils cherchaient à obtenir plus d'autonomie des rois d'Iméréthie.
Le puissant duc Rostom (vers 1750-1769) réussit à maintenir le Ratcha quasi indépendant, avant d'être vaincu et destitué de son office par le roi Salomon Ier d'Iméréthie, qui intègre le Ratcha dans le domaine royal. Son successeur David II restaure le duché en faveur du petit fils de Rostom qui était le fils de sa sœur, Anton en 1784. Les clans nobles rivaux, en particulier les Tsouloukidze et Tsereteli, tentent de contrer le mouvement en faisant appel aux  Ottomans et à des mercenaires du Daghestan, avant d'être mis en déroute par l'armée royale en 1786. Cette restauration est de courte durée et le roi d'Iméréthie suivant Salomon II annexe finalement le duché en 1789.

## Ducs de Ratcha

### Kakhabérides
- Hrat Ier vers 1021 ;
- Kakhaber Ier vers 1088 ;
- Hrat II Kakhabéridzé vers 1070 ;
- Niania duc de Tmogvi 1068-1072, ambassadeur ;
- Hrat III 1100 ;
- Kakhaber II duc de Tmogvi après 1072 ;
- Niania II duc de Tmogvi  vers 1089 ;
- Kakhaber III 1150 ;
- Khakhaber IV 1184-1213 duc de Tavkvéri ;
- Kakhaber V 1245- 1273, régent de Géorgie.

### Tchkhéides
- Ivane vers 1488 ;
- Giorgi Ier vers 1490 ;
- Kakhaber VI vers 1503 ;
- Schoschita I vers 1535 ;
- N Tchekhéidzé vers 1600 ;
- Schoschita II ( –1684) ;
- Papuna Ier (1684–1696) son fils ;
- Schoschita III (1696–1729) son fils ;
- Gédéon Ier duc de Bari/ Vake 1732 ;
- Grigol 1729–1743, fils de Schoschita III ;
- Vakhtang 1743–1752 son frère ;
- Georges Ier duc de Bari vers 1743 ;
- Rostom 1752–1769, (mort après 1790) fils de Schoschita III ;
- Annexion temporaire à l'Iméréthie 1769-1784 ;
- Anton (1784) ;
- Giorgi II (1784–1787) fils de Rostom ;
- Anton (1787-1789) rétabli (mort en 1826) ;
- annexion définitive à l'Iméréthie.

## Sources
- (en) Cet article est partiellement ou en totalité issu de l’article de Wikipédia en anglais intitulé « Duchy of Racha » (voir la liste des auteurs), édition du 6 octobre 2013.
- Cyrille Toumanoff, Manuel de généalogie et de chronologie pour l’histoire de la Caucasie chrétienne (Arménie, Géorgie, Albanie), Rome, Aquila, 1976, 578 p..